# روبرت سوسا
روبرت سوسا (Roberto Eduardo Sosa) (مواليد 14 يونيو 1935) هو لاعب كرة قدم. يلعب مع منتخب الأوروغواي لكرة القدم. سبق له أن لعب في كأس العالم لكرة القدم مع منتخب بلاده.

## وصلات خارجية
- روبرت سوسا على موقع الاتحاد الدولي (مؤرشف)  (الإنجليزية)
- روبرت سوسا على موقع قاعدة بيانات كرة القدم.إي يو (الإنجليزية)
- روبرت سوسا على موقع ناشيونال فوتبول تيمز (الإنجليزية)
- روبرت سوسا على موقع Soccerway.com (الإنجليزية)